# Pachycephala rufogularis
Pachycephala rufogularis là một loài chim trong họ Pachycephalidae.